# Jugorje pri Metliki
Jugorje pri Metliki je naselje v Občini Metlika.